# Pert Island
Pert Island är en ö i Kanada.   Den ligger i territoriet Nunavut, i den östra delen av landet, 1 800 km nordost om huvudstaden Ottawa. Arean är 4,6 kvadratkilometer. Pert Island och Cabot Island bildar tillsammans ögruppen Cape Chidley Islands.
Terrängen på Pert Island är lite kuperad. Öns högsta punkt är 338 meter över havet. Den sträcker sig 3,6 kilometer i nord-sydlig riktning, och 1,9 kilometer i öst-västlig riktning.
Trakten runt Pert Island består i huvudsak av gräsmarker.